# Río Omecillo
El río Omecillo es un río del norte de España, afluente del Ebro, que discurre por el oeste de la provincia de Álava, exceptuando escasos kilómetros que lo hace por la provincia de Burgos. 

## Recorrido
El río Omecillo nace de varios arroyos provenientes de la Sierra Salvada y la sierra de Árcena, vertebrando el valle de Valdegovía, donde riega sus localidades más importantes, como Villanueva de Valdegovía, Gurendes, Villanañe o Espejo. Durante su recorrido atraviesa también ciertas localidades burgalesas de San Zadornil medio enclavadas en Valdegovía. Su desembocadura tiene lugar en el municipio de Lantarón, donde alcanza su máximo caudal al llegar al pueblo de Bergüenda, para morir en el Ebro justo antes de llegar a la localidad de Puentelarrá.
Aparece descrito en el duodécimo volumen del Diccionario geográfico-estadístico-histórico de España y sus posesiones de Ultramar de Pascual Madoz de la siguiente manera:

OMECILLO: r. de la prov. de Alava; tiene su nacimiento en los montes de Boveda, valle de Valdegovia, corre de O. á E. 3 3/4 de leg., desembocando en el Ebro en el sitio denominado el Poval de Berguenda, que es 1/4 de hora mas abajo de dicha v. Le enriquecen dos arroyos que bajando de los l. de Quintanilla y Valluerca, del mismo valle, sit. al N. y 1/4 de hora de dist., y uniéndose poco antes de dividirse las jurisd. de Boveda y Tovillas, en el mismo confin de estas entra en el principal: otro, que tiene su orígen en Basabe, de dicho valle, y recorriendo el térm. de Pinedo, que tambien lo es, se dirige del N. á S. y se une a la 1/2 hora de curso donde confina la jurisd. del último pueblo con Corro, del propio valle, y San Millan, prov. de Búrgos: otros dos en Arcena y Arroyo, de la última prov., que corriendo 1 hora aquel del S. á E., y este del O. al E., se unen en S. Zadornil, una de las 7 merind. de la espresa de Búrgos, y así unidos varian de direccion al N. y á la hora ingresan en San Millan en el Omecillo: otro en Mioma de Valdegovia, que viniendo del N. á S., 1 hora de dist., atraviesa la v. de Valpuesta, famosa por su antiquisima col., y se une un poco mas arriba de Gurendes, del valle de Valdegovia: otro tambien en Arcena y jurisd. de Alava, que se dirige del S. al N. con la denominacion de r. de Quejo, que á la hora y cuarto de su origen se incorpora en Gurendes: otro en dicho último monte que va del S. al N., y pasando por Nograro se une en el centro de Villanueva de Valdegovia, á 1 legua de su nacimiento: el Húmedo, que es el mas caudaloso, tiene su principal origen en Villalba de Losa, corre del N. al S. 2 1/2 leg., pasando por Osma de Valdegovia, donde tiene 2 puentes de piedra por Caranca, que tiene otro, y Villanañe, de quien es el llamado de Angosto, y se une al Omecillo á 1/2 cuarto hora de la última pobl. en la presa de la Ferrería: otro en Arcena que va del S. al N., 1 hora, pasa por Barrio, pueblo de dicho valle, y se incorpora en el confin jurisdiccional de Villanañe y Villamaderne; y otro llamado la Muera, que se forma en Salinas de Añana, corre del NE. al S. y se incorpora á la legua en el puente de Recuenco. Atraviesa los pueblos de Boveda, Tovillas, Gurendes, Villanueva, Villanañe, Espejo, del valle de Valdegovía, Berguenda de la prov. de Alava, y San Millan de la de Búrgos: tiene un puente de piedra en dicho San Millan; otro id. en Gurendes, otro id. en Villanueva, dos en Villanañe, uno en Espejo, dos en el intermedio de este y Berguenda, y uno en esta v. Y por último da impulso a 1 fáb. de fierro en Villanañe, á 12 molinos harineros y á una sierra de agua. Cria poca pesca.
(Madoz, 1849, p. 273)

## Ecología
El estado de las aguas de este río es intermedio, con peores condiciones cerca de las localidades más importantes, algunas de las cuales lo utilizan como zona de baño de gran concurrencia (Espejo).

## Afluentes
A pesar de su longitud, el Omecillo es alimentado por multitud de arroyos, entre ellos el Tumecillo, el de la Muera o los de Alcedo y Valdelagua.